# Oranienburg (concentratiekamp)
Oranienburg was een naziconcentratiekamp in de gemeente Oranienburg gelegen ongeveer 30 km ten noorden van Berlijn. Het kamp was een van de eerste die werden gebouwd, in 1933, kort na de machtsovername door Adolf Hitler. Dit kamp was echter geen lang leven beschoren en in 1934 werd het alweer gesloten. Deze sluiting kwam er na de machtsovername van de SS op de SA en de daaropvolgende centralisatie van de kampen. In 1936 werd enkele kilometers ten noordoosten het concentratiekamp Sachsenhausen door het naziregime gebouwd.

## Geschiedenis
In 1933, preciezer op 21 maart, werd een oude brouwerij in Oranienburg door het 208e regiment van de SA omgevormd tot een kamp voor 700 gevangenen en 14 bewakers. Kort daarna werd het kamp officieel erkend door de staat; daarvoor werd het onderhouden door de lokale overheid, omdat het kamp midden in de stad gelegen was. De gevangenen die er werden opgesloten waren voornamelijk leden van de KPD (Duitse Communistische Partij). Vanaf juli kwamen daar ook leden van de sociaaldemocratische partij bij, en alle vijandige elementen die samenzwoeren tegen Adolf Hitler, waaronder voormalige partijleden.
In de zomer van 1933 werd het aantal gevangenen verdubbeld naar 1400, terwijl het aantal bewakers (nog steeds leden van de SA) steeg naar 170. Samen met de lokale politie en overheid stonden zij in voor de bewaking van het kamp. Het grootste deel van de gevangenen kwam uit Berlijn en uit het kamp van Potsdam, dat kort daarvoor was gesloten. In totaal werden er ongeveer 3000 gevangenen vastgehouden in Oranienburg, waarvan 3 vrouwen. Van die 3000 zijn er 16 vermoord door de bewakers, onder hen bevond zich de schrijver Erich Mühsam.
In de begindagen van het kamp werden de gevangenen gedwongen om te werken aan de barakken van het kamp, om meer gevangenen aan te kunnen. Later werden zij ingezet bij het bouwen en herstellen van de infrastructuur van Oranienburg. Hierbij werden zij vooral gebruikt om zwaar, eentonig werk te doen, zoals het aanleggen van spoorwegen en wegen, het bouwen van de waterleiding en het omhakken van bomen. Enkele gevangenen werden ook ingezet om in Börnicke een SA-Gruppenführerschule te bouwen. Het leven van de gevangenen was hard en zwaar, ze waren overgeleverd aan de willekeur van hun bewakers, zeker de leden van de Joodse compagnie.
Op 13 juli 1934 werden de laatste gevangenen weggeleid naar het concentratiekamp Lichtenberg. Dit gebeurde na de Röhm-putsch, toen de SS het commando van de SA overnam. Onder leiding van kampinspecteur Theodor Eicke namen 150 SS'ers het kamp over en werd het kamp omgevormd tot een reservekamp, om te gebruiken wanneer het nodig mocht zijn.

## Tweede Wereldoorlog
In het begin van de Tweede Wereldoorlog werd het als concentratiekamp weer in gebruik genomen. Er vonden ten minste drie massa-executies plaats waarbij honderd Nederlandse slachtoffers vielen.
De gebouwen van het kamp werden tijdens de oorlog vernietigd en het puin werd gebruikt bij de heropbouw van het dorp zelf. Hierdoor raakte het kamp in de vergetelheid. In 1960 werd er een kazerne van de Volkspolizei gebouwd, met een klein gedenkteken ervoor.

## Bekende gevangenen
- Christiaan Boers, commandant Stelling Kornwerderzand
- Erich Mühsam, beeldbepalende anarchist en activist tegen het nationaalsocialisme
- Sergey Tretjakov
- Hans Coppi, lid van de verzetsbeweging Die Rote Kapelle
- Erich Knauf, journalist, schrijver en tekstdichter
- Kurt Hiller, schrijver, passief journalist
- Francisco Largo Caballero, Spaans vakbondsleider en politicus
- Mark Macken (1913-1977) Belgisch beeldhouwer

Alfabetisch op naam.  Indien een kamp meerdere rollen had, staat het in de "hoogste" groep.
Zie ook: Lijst van naziconcentratiekampen · Jappenkampen in Nederlands-Indië · Lijst van jappenkampen